# 江苏行政长官列表
下表列出江苏省自1912年起历任行政长官：

## 中華民國
- 军政长官
  - 程德全：1911年11月5日—1912年1月1日
  - 庄蕴宽：1912年1月1日—1912年4月13日
  - 程德全：1912年4月13日—1913年9月3日
  - 章梓：1913年7月17日—1913年9月3日
  - 张勋：1913年9月3日—1913年12月16日
  - 冯国璋：1913年12月16日—1917年8月1日
  - 齐耀琳：1917年7月8日—1917年8月6日
  - 李纯：1917年8月6日—1920年10月12日
  - 齐燮元：1920年10月15日—1924年12月11日
  - 韩国钧：1924年12月11日—1925年1月6日
  - 卢永祥：1925年1月16日—1925年8月3日
  - 郑谦：1925年8月1日—1925年8月29日
  - 杨宇霆：1925年8月29日—1925年11月25日
  - 孙传芳：1925年11月25日—1927年3月24日
- 民政长官
  - 应德闳：1912年11月19日—1913年9月6日
  - 韩国钧：1913年9月9日—1914年7月15日
  - 齐耀琳：1914年7月15日—1920年9月18日
  - 王瑚：1920年9月18日—1922年6月15日
  - 韩国钧：1922年6月15日—1925年2月14日
  - 郑谦：1925年2月14日—1925年12月1日
  - 陈陶遗：1925年12月1日—1926年12月24日
  - 徐鼎康：1926年12月24日—1927年3月24日

- 江苏省政府主席
  - 钮永建：1927年11月1日—1930年3月17日
  - 叶楚伧：1930年3月17日—1931年12月15日
  - 顾祝同：1931年12月15日—1933年10月3日
  - 陈果夫：1933年10月3日—1937年11月26日
  - 顾祝同：1937年11月26日—1939年10月13日
  - 韩德勤：1938年5月12日—1945年1月10日
  - 王懋功：1945年1月10日—1948年9月2日
  - 丁治磐：1948年9月2日—1950年5月21日
- 附：日本傀儡政权
  - 陈则民：1940年3月30日—1940年6月20日
  - 高冠吾：1940年6月20日—1943年1月20日
  - 李士群：1943年1月20日—9月9日
  - 陈群：1943年9月9日—1944年11月2日
  - 任援道：1944年11月2日—1945年5月3日
  - 项致庄：1945年5月3日—8月15日

## 中华人民共和国
| 姓名   | 籍贯                    | 在任时间               | 曾任最高职务                                                                | 备注                                                                                     |
| ------ | ----------------------- | ---------------------- | --------------------------------------------------------------------------- | ---------------------------------------------------------------------------------------- |
| 谭震林 | 湖南攸县                | 1949年8月－1955年1月   | 中共中央政治局委员 国务院副总理 全国人大常委会副委员长 中央顾问委员会副主任 | 1983年9月30日在北京逝世                                                                  |
| 惠浴宇 | 江苏灌南                | 1955年1月－1964年      | 江苏省省长                                                                  | 任职时间最长的江苏省省长 1989年7月8日在南京逝世                                          |
| 杜平   | 江西万载                | 1964年－1968年         | 中共中央军事委员会委员 中国人民解放军中将                                   | 军管会主任 1999年3月4日在南京逝世                                                        |
| 许世友 | 湖北麻城 （今河南新县） | 1968年2月－1973年      | 中国人民解放军开国上将 中顾委副主任 国防部副部长 中国人民解放军副总参谋长   | 革委会主任 1985年10月22日在南京逝世                                                      |
| 彭冲   | 福建漳州                | 1973年－1977年2月      | 中共中央书记处书记 第五届全国人大常委会副委员长 上海市委书记                | 革委会主任 2010年10月18日在北京逝世                                                      |
| 许家屯 | 江苏如皋                | 1977年2月－1979年12月  | 中国共产党港澳工作委员会书记 新华社香港分社社长                             | 革委会主任 1991年开除中共党籍 2016年6月29日在美国加州洛杉矶逝世                          |
| 惠浴宇 | 江苏灌南                | 1980年1月－1983年      | 江苏省省长                                                                  | 第二任期                                                                                 |
| 韩培信 | 江苏响水                | 1981年                 | 江苏省委书记、省人大常委会主任                                              | 代省长，2017年1月15日在南京逝世                                                          |
| 顾秀莲 | 江苏南通                | 1983年5月－1989年4月   | 第十届全国人大常委会副委员长                                                | 中华人民共和国首位女省长                                                                 |
| 陈焕友 | 江苏南通                | 1989年4月－1994年9月   | 江苏省委书记、省人大常委会主任                                              |                                                                                          |
| 郑斯林 | 江苏吴县                | 1994年9月－1998年9月   | 劳动和社会保障部部长                                                        | 十一届全国人大外事委员会副主任委员 2022年5月9日在北京逝世                                |
| 季允石 | 江苏海门                | 1998年9月－2002年12月  | 人事部副部长，国家外国专家局局长                                            |                                                                                          |
| 梁保华 | 江西宜春                | 2002年12月－2008年1月  | 江苏省委书记、省人大常委会主任                                              | 十一届全国人大财政经济委员会副主任委员 江苏省人大常委会主任 第一位到访台湾的中共省委书记 |
| 罗志军 | 辽宁凌源                | 2008年1月－2010年12月  | 江苏省委书记、省人大常委会主任                                              | 十三届全国政协农业和农村委员会主任委员 2023年4月1日在北京逝世                            |
| 李学勇 | 河北石家庄              | 2010年12月－2015年11月 | 江苏省省长                                                                  | 十三届全国人大教科文卫委员会主任委员                                                     |
| 石泰峰 | 山西榆社                | 2015年11月－2017年4月  | 现任中共中央政治局委员，中央书记处书记， 全国政协副主席，中共中央统战部部长 |                                                                                          |
| 吴政隆 | 江苏高淳                | 2017年5月－2021年10月  | 现任国务委员，国务院秘书长                                                  |                                                                                          |
| 许昆林 | 福建永春                | 2021年10月－           | 现任中共江苏省委副书记，省人民政府省长                                      |                                                                                          |